# Silvanus ornatulus
Silvanus ornatulus là một loài bọ cánh cứng trong họ Silvanidae. Loài này được Blackburn miêu tả khoa học năm 1891.